# Bundesautobahn 25
De Bundesautobahn 25 (kort BAB 25, A25 of 25) is een Duitse autosnelweg die verloopt van Dreieck Hamburg-Südost naar Geesthacht.
De A25 wordt ook wel Marschenautobahn genoemd, omdat de snelweg bijna volledig door het vlakke moerasland (Marschland) van de Hamburger Vier- und Marschlande evenals door het moeras van twee gemeenten in de Kreis Herzogtum Lauenburg gaat.

## Geschiedenis

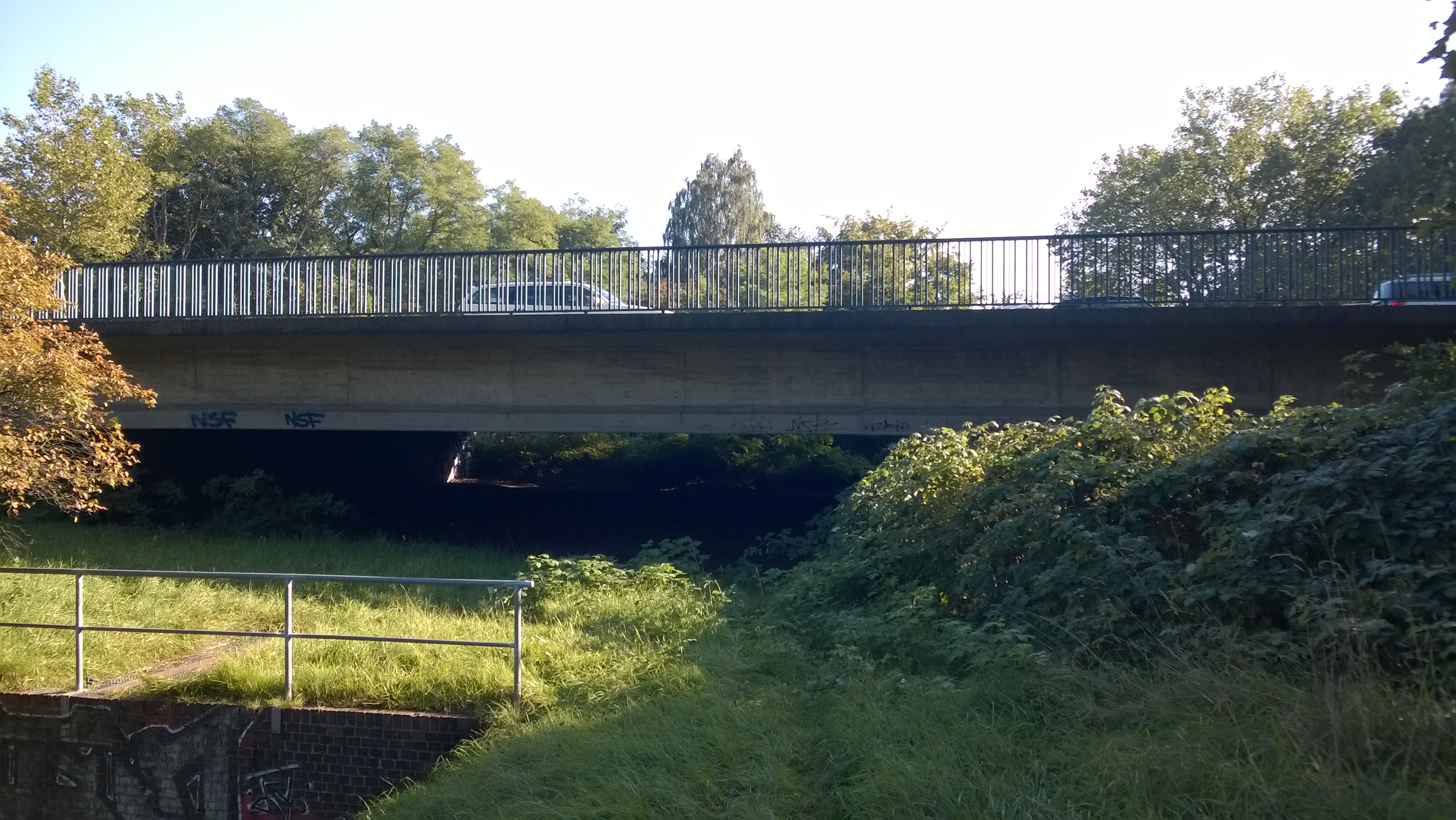
Brug in de Hedebrandstraße, die over de geplande A25 zou gaan. (2015)

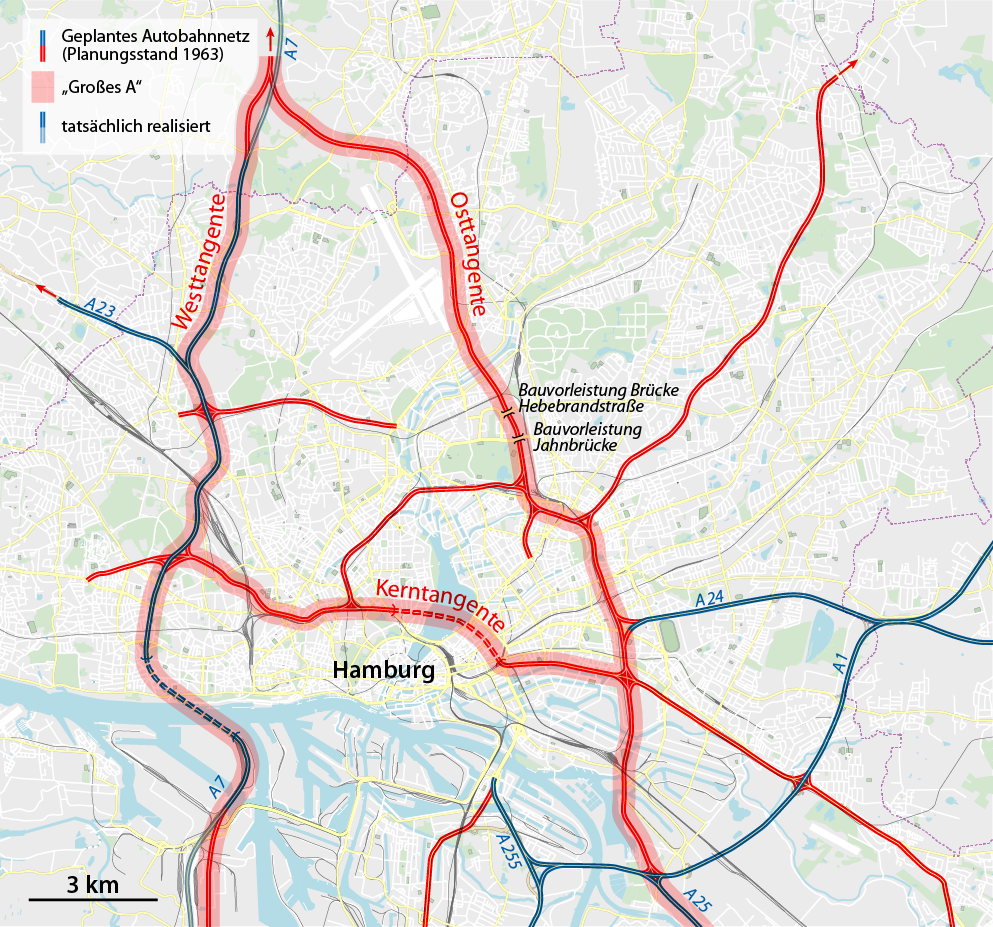
Kaart met alle geplande stadssnelwegen in en rond Hamburg, ook wel de "Grote A" genoemd.

Oorspronkelijk zou de A25 vanaf Geesthacht verlengd worden via Lauenburg/Elbe en Dannenberg naar Wustermark, alwaar een aansluiting op de Berlijnse Ring moest komen.
Aan de Hamburgse zijde bestond een planning om de A25 te verlengen, hierbij zou de A25 bij het Horner Kreisel op de A24 aangesloten worden, waarna de autosnelweg verder langs City Nord en de luchthaven van Hamburg richting Norderstedt zou lopen. Hier zou de A25 aansluiten op de A7. Deze "Oosttangent" werd grotendeels geschrapt, maar in Hamburg zelf zijn enkele kunstwerken aangelegd die voor deze verlenging benodigd waren. Voorbeelden hiervan zijn de bruggen in de Jahnring en Hebebrandstraße over het nog vrijgehouden tracé. De Oosttangent zou hier als verlenging van de Sengelmannstraße ongeveer parallel aan de S-Bahn tot Barmbecker Stichkanal verlopen. Het kanaal zou door de A25 overgebouwd worden, evenals delen van het Osterbekkanal. Percelen langs het geplande snelwegtracé werden vrijgehouden door volkstuinen. Langs het stadspark zal het tracé in de komende jaren als woongebied bebouwd worden. Delen van het tracé kan men in de oude, nog geldende bestemmingsplannen van de stad Hamburg terugvinden. Een voorbeeld hiervan is het bestemmingsplan "Bebauungsplan Eilbek5/Marienthal3". In dit nog zeer gedetailleerde bestemmingsplan is het tracé van de snelweg evenals enkele aansluitingen te herkennen.
Met de randweg Fuhlsbüttel werd in de jaren 90 de Bundesstraße 433 met gescheiden rijbanen en twee rijstroken in elke richting over het geplande tracé van de A25 gebouwd. Langs de zuidelijke verlenging in het stadsdeel Alsterdorf werd over het geplande tracé de Sengelmannstraße naar twee rijstroken per richting tot de Hebebrandstraße verbreed. 

## Planning
Gepland is in kader van de toekomstige randweg Geesthacht de A25 tot de Bundesstraße 404 bij Hohenhorn te verlengen, om vervolgens richting Lauenburg/Elbe als de B5 met twee rijstroken verder te gaan. De A25 zal daarbij tussen het huidige einde en de toekomstige aansluiting Geesthacht-Nord de Geesthang kruizen. Daarbij zal de A25 over een 530 meter lange brug en door een 75 meter lange tunnel geleid worden om het hoogteverschil van 30 meter te overwinnen. Dit €93 miljoen dure project is in de regio zeer controversieel vanwege de verwachte vernietiging van het natuurgebied in het Bisdal en de toename van het verkeer in de omliggende gemeenten. In het Bundesverkehrswegeplan 2030 (Duitse tegenhanger van de Nederlandse Meerjarenprogramma Infrastructuur, Ruimte en Transport; MIRT) is deze verlenging opgenomen. De projecten in het Bundesverkehrswegeplan hebben een prioriteit meegekregen om de noodzaak van een verbreding of aanleg aan te geven. De aanleg van de A25 om Geesthacht heeft een hoge prioriteit (vordringlicher Bedarf) gekregen.

## Nummering
Hoewel de snelweg overwegend in een west-oostrichting verloopt, heeft het tegen de systematiek een oneven nummer gekregen, die eigenlijk voor noord-zuid snelwegen bedoeld zijn. De rede hiervoor kan het geplande verloop van het zuidoostelijke deel tot de A10 zijn, dat later uit de plannen geschrapt werd.